# Lutherbibeln
Lutherbibeln (tyska: Lutherbibel) är Martin Luthers översättning av Bibeln till tyska från grundspråken. Den utkom i sin första upplaga 1534.
Luther översatte det Nya Testamentet från grekiskan genom Erasmus av Rotterdams andra utgåva, tryckt 1519.

### Fotnoter
1. ↑  Ann Jonsson (30 januari 2015). ”Luther tar revansch – 500 år efter sin död” (på svenska). Dagen. http://www.dagen.se/livsstil/luther-tar-revansch-500-ar-efter-sin-dod-1.313693. Läst 21 oktober 2017.